# Мбандака
Мбандака (фр. Mbandaka, до 1966. Кокилатвил, Coquilhatville) је град на северозападу Демократске Републике Конго. Један је од највећих градова државе и главни је град провинције Екватор. Географска ширина града је 0,1° север (тј. само пар километара северно од екватора), док је географска дужина 18,3° исток. 
Мбандака лежи на источној (левој) обали реке Конго, на 370 m надморске висине, у близини ушћа реке Руки. 
Број становника је 2004. износио 729.257. Од 1984. повећао се за трећину. 
Град је 1883. основао Хенри Мортон Стенли под именом Екваторвил. У време белгијске колонијалне управе град се звао Кокилатвил. Данашње име је добио 1966. по имену локалног вође. 
Главна привредна активност је риболов. Град је познат по својој ботаничкој башти, једној од најлепших у централној Африци. Башта се простире на 370 хектара. 
Градска инфраструктура је у лошем стању, тако да многи делови града немају струју и воду. Већина улица и авенија су неасфалтиране. 